# Szklarnia (powiat janowski)
Szklarnia – wieś sołecka w Polsce położona w województwie lubelskim, w powiecie janowskim, w gminie Janów Lubelski.
W latach 1975–1998 miejscowość należała administracyjnie do województwa tarnobrzeskiego. Według Narodowego Spisu Powszechnego (III 2011 r.) wieś liczyła 53 mieszkańców.
Obecnie część terenów miejscowości obejmuje rezerwat "Szklarnia" gdzie prowadzona jest hodowla konika biłgorajskiego, zarządzana przez Park Krajobrazowy "Lasy Janowskie".
Znajduje się tu symboliczny grób Barbary Mączyńskiej, sanitariuszki oddziału NOW-AK "Ojca Jana", która spłonęła żywcem, uwięziona w jednym z domów.
Znajduje się tu także pole biwakowe z zadaszeniem i miejscem na ognisko oraz parking.
Szklarnia jest końcowym punktem oznakowanego szlaku rowerowego "Wyprawa do Leśnego Skarbca". Stąd można powrócić drogą asfaltową do Janowa Lubelskiego.
Wierni kościoła rzymskokatolickiego należą do parafii św. Jadwigi Królowej w Janowie Lubelskim.

## Historia
Początkowo w 1801 r. z inicjatywy władz ordynackich powstała huta szkła, zwana Nizioł. W skład osady wchodziły budynki fabryczne i mieszkania przeznaczone dla rzemieślników i czeladzi. Huta produkowała szkło zielone na butelki dla browaru w Zwierzyńcu, białe kaflowe oraz naczynia. Istniała do 1836 roku. 
Po przeprowadzeniu regulacji gruntów w 1830 r., powstała osada o charakterze rolniczym. Wtedy też jednak doszło do zamknięcia huty szkła (1836 r.). W połowie XIX w. mieszkało w Szklarni 12 gospodarzy. W kwietniu 1864 r. powstańcy ostrzelali tutaj patrol kozacki.
Według spisu powszechnego z 1921 r. Szklarnia liczyła 35 domów i 182 mieszkańców. Podczas akcji Sturmwind I, 13 czerwca 1944 r., partyzanci stoczyli walkę z Niemcami, których wspierało lotnictwo bombardujące wieś. W sierpniu 1946 r. oddział NSZ Wołyniaka stoczył walkę z UB i WBW.
W 1986 r. powstała w okolicach wsi ostoja konika biłgorajskiego.